# Gia Corley
Gia Corley (Tacoma, 20 maggio 2002) è una calciatrice tedesca, centrocampista offensivo del San Diego Wave.

## Carriera
Corley, nata negli Stati Uniti d'America a Tacoma, stato di Washington, si trasferisce in Germania giovanissima, iniziando la sua carriera a Ratisbona, vestendo la maglia del Fortuna Regensburg, per poi proseguirla nel distretto della Media Franconia. Ha giocato per le squadre giovanili del Norimberga, poi in Bezirksoberliga con la squadra D-Jugend del Feucht prima di trasferirsi con il suo allenatore Jürgen Baske alla C-Jugend del JFG Wendelstein, dove ha giocato in tutti i livelli della Bayernliga.
Dall'estate del 2016, Corley si è allenata tra l'altro con le juniores del Bayern Monaco, prima di essere messa sotto contratto in modo permanente, nel 2018, per la squadra riserve (Bayern Monaco II) per disputare la 2. Frauen-Bundesliga, il livello cadetto del campionato tedesco femminile di calcio.
Dopo aver vinto, al termine della stagione 2018-2019, il campionato di 2. Bundesliga, dall'autunno 2019 viene aggregata alla prima squadra, debuttando in UEFA Women's Champions League il 30 ottobre, rilevando al 68' Dominika Škorvánková nell'incontro di ritorno degli ottavi di finale della stagione 2019-2020 vinto 2-0 con le kazake del BIIK Kazygurt.
Per l'esordio in Frauen-Bundesliga deve attendere la stagione successiva, il 13 settembre 2020, alla 2ª giornata di campionato, rilevando Lineth Beerensteyn al 75' nella vittoria esterna per 4-0 con il Werder Brema. Il tecnico Jens Scheuer decide poi di impiegarla in campionato in altre 8 occasioni oltre all'unica di Coppa di Germania dove va a segno per la prima volta con la prima squadra siglando due delle reti con cui il Bayern Monaco si impone per 13-0 sul Walddörfer agli ottavi di finale.
Nel febbraio 2021 venne annunciata la sua partenza dalla società di Monaco di Baviera dopo la firma di un contratto biennale con l'Hoffenheim dalla stagione successiva. Ha giocato da titolare all'Hoffenheim in Frauen-Bundesliga per tre stagioni e mezza consecutive. A metà gennaio 2025 è stato annunciato il suo trasferimento al San Diego Wave, militante nella National Women's Soccer League, il campionato professionistico statunitense.

### Nazionale
Corley ha fatto apparizioni regolari per le selezioni giovanili della Federcalcio tedesca dal 2015. Ha fatto il suo debutto con la maglia della nazionale, poco più che tredicenne, nel primo incontro della doppia sfida amichevole del 18 e 20 ottobre con le pari età della Scozia, segnando la sua prima rete fissando sul 6-0 il risultato nel secondo dei due. Dopo aver maturato con la U-15 10 presenze, nel 2017 indossa la maglia dell'Under-16, 3 presenze in amichevole, e iniziando gli stages con l'Under-17. Dopo averla valutata in alcune amichevoli, debuttando con questa giovanile il 17 gennaio 2018 nella vittoria per 3-2 con l'Inghilterra, il tecnico federale Anouschka Bernhard la inserisce in rosa con la squadra che affronta la fase élite di qualificazione all'Europeo di Lituania 2018, dove scende in campo in tutti i tre incontri della fase festeggiando con le compagne l'accesso alla fase finale. Confermata tra le ragazza in partenza per la Lituania, disputa tutti i 5 incontri giocati dalla sua nazionale che, dopo aver terminato al primo posto il gruppo A nella fase a gironi, prima travolge l'Inghilterra in semifinale con il netto risultato di 8-0 e poi deve arrendersi alla Spagna che vince il suo quarto titolo continentale battendo in finale le tedesche per 2-0.
Il risultato consente alla squadra di accedere al Mondiale di Uruguay 2018, con il tecnico Ulrike Ballweg che la conferma in rosa per quell'occasione. Corley viene impiegata nel primo, dove sigla una doppietta nella vittoria per 4-1 con la Corea del Nord, e nell'ultimo dei tre incontri della fase a giorni e infine nei quarti di finale, dove il Canada elimina le tedesche con una rete di Jordyn Huitema.
Rimasta in quota anche per la stagione seguente, Corley è nuovamente in rosa nelle qualificazioni all'Europeo di Bulgaria 2019, impiegata da Ballweg nei tre incontri della fase élite e poi confermandola con la squadra che conquista l'accesso al suo dodicesimo trofeo continentale consecutivo. Qui condivide con le compagne i successi della Germania che, dopo aver chiuso al primo posto la fase a gironi, batte 2-0 il Portogallo in semifinale e conquista il suo 7º titolo battendo in finale ai rigori i Paesi Bassi.
Nell'estate 2019 viene convocata nella formazione Under-19 dal tecnico Kathrin Peter, che dopo il vittorioso esordio per 3-0 in amichevole del 30 agosto con il Belgio e la conferma due giorni più tardi con i Paesi Bassi nella sconfitta per 1-0, la inserisce nella rosa della squadra che affronta le qualificazioni all'Europeo di Georgia 2020. La squadra che, inserita nel gruppo 3, supera il turno da imbattuta, non riesce poi a confrontarsi con le avversarie nel turno successivo per la decisione della UEFA di sospendere il torneo per le restrizioni dovute al contenimento della pandemia di COVID-19 in Europa.

## Riconoscimenti
Nell'estate 2019 Corley viene premiata con la Fritz-Walter-Medaille di bronzo nella categoria Juniorinnen riservata alle donne, classificandosi dietro a Klara Bühl (oro) e Lena Oberdorf (argento), premio che le viene conferito, con l'argento, anche l'anno successivo, posizionandosi dietro a Oberdorf (oro) e prima di Carlotta Wamser (bronzo).

## Statistiche

### Presenze e reti nei club
Statistiche aggiornate al 15 dicembre 2024.
| Stagione             | Squadra              | Campionato           | Campionato | Campionato | Coppe nazionali | Coppe nazionali | Coppe nazionali | Coppe internazionali | Coppe internazionali | Coppe internazionali | Altre coppe | Altre coppe | Altre coppe | Totale | Totale |
| Stagione             | Squadra              | Comp                 | Pres       | Reti       | Comp            | Pres            | Reti            | Comp                 | Pres                 | Reti                 | Comp        | Pres        | Reti        | Pres   | Reti   |
| -------------------- | -------------------- | -------------------- | ---------- | ---------- | --------------- | --------------- | --------------- | -------------------- | -------------------- | -------------------- | ----------- | ----------- | ----------- | ------ | ------ |
| 2019-2020            | Bayern Monaco        | FB                   | -          | -          | CG              | -               | -               | UWCL                 | 1                    | 0                    | -           | -           | -           | 1      | 0      |
| 2020-2021            | Bayern Monaco        | FB                   | 9          | 0          | CG              | 1               | 2               | UWCL                 | 4                    | 0                    | -           | -           | -           | 14     | 2      |
| Totale Bayern Monaco | Totale Bayern Monaco | Totale Bayern Monaco | 9          | 0          |                 | 1               | 2               |                      | 5                    | 0                    |             | -           | -           | 15     | 2      |
| 2021-2022            | Hoffenheim           | FB                   | 14         | 3          | CG              | 2               | 0               | UWCL                 | 10                   | 1                    | -           | -           | -           | 26     | 4      |
| 2022-2023            | Hoffenheim           | FB                   | 21         | 5          | CG              | 3               | 1               | -                    | -                    | -                    | -           | -           | -           | 24     | 6      |
| 2023-2024            | Hoffenheim           | FB                   | 20         | 2          | CG              | 3               | 1               | -                    | -                    | -                    | -           | -           | -           | 23     | 3      |
| 2024-2025            | Hoffenheim           | FB                   | 9          | 2          | CG              | 1               | 0               | -                    | -                    | -                    | -           | -           | -           | 10     | 2      |
| Totale Hoffenheim    | Totale Hoffenheim    | Totale Hoffenheim    | 64         | 12         |                 | 9               | 2               |                      | 10                   | 1                    |             | -           | -           | 83     | 15     |
| Totale carriera      | Totale carriera      | Totale carriera      | 73         | 12         |                 | 10              | 4               |                      | 15                   | 1                    |             | -           | -           | 98     | 17     |

## Palmarès

### Club
- Campionato tedesco: 1

Bayern Monaco: 2020-2021
- Campionato tedesco di seconda divisione: 1

Bayern Monaco II: 2018-2019

### Nazionale
- Campionato d'Europa under 17: 1

2019

### Individuale
- Fritz-Walter-Medaille

 Argento 2020
 Bronzo 2019